# Europaschule Oskar-Picht-Gymnasium Pasewalk
Die Europaschule Oskar-Picht-Gymnasium Pasewalk ist ein Gymnasium in Pasewalk im Osten Mecklenburg-Vorpommerns. An der Europaschule besteht ein deutsch-polnischer Schüleraustausch mit einer Schule in Nowogard.

## Geschichte

### Geschichte des Pasewalker Gymnasiums
Die Gründung einer höheren Schule für die städtische Bevölkerung geht zurück auf das beginnende 15. Jahrhundert mit der Errichtung einer Lateinschule. Im 18. Jahrhundert war ein Niedergang zu bemerken, weil die Stadt verarmte. Im Zuge der Preußischen Reformen bekam die Schule 1811 den Status einer Realschule, und eine erste Mädchenklasse wurde angeschlossen. Am 1. April 1908 ging die vorher als Progymnasium geführte Einrichtung in die Schulverwaltung Preußens über und wurde ein königliches Realgymnasium. Dies wird als Geburtsstunde des Gymnasiums Pasewalks betrachtet, denn auch das heutige Schulgebäude wurde bezogen. 1938 wurde die Schule in eine um ein Schuljahr verkürzte Deutsche Oberschule für Jungen umgewandelt, bis im Zuge des Zweiten Weltkrieges 1944 der Schulbetrieb eingestellt wurde und die Schule als Lazarett fungierte. Zu DDR-Zeiten wurde die Schule erst als Oberschule, dann als EOS „Willi Sänger“ mit Schülern der 9. bis 12. Klasse geführt, später der 11./12. Klasse. Im Zuge der Wende wurde sie zum Gymnasium Pasewalk umgewandelt, welches im Jahre 1999 nach dem Pasewalker Blindenlehrer Oskar Picht benannt wurde.
Zwischen dem 5. und 6. Juni 2024 wurde die Oskar-Picht-Messingbüste, die sich seit 1999 am Eingangsportal des Oskar-Picht-Gymnasiums befunden hatte, von unbekannten Metalldieben gestohlen.

### Geschichte des Schulgebäudes
Im Jahre 1905 wurde das heutige Gebäude in der Grünstraße bezogen. Bereits im Jahr 1910 wurde auf Grund zunehmender Platzprobleme ein erster Anbau fertiggestellt. Der moderne Glasanbau mit naturwissenschaftlichen Fachräumen wurde 1997 errichtet, um den Platzproblemen nach der Schließung des Gymnasiums im benachbarten Strasburg entgegenzutreten.

## Auszeichnungen
- 2007: Schule ohne Rassismus – Schule mit Courage, Paten sind Aiman Mazyek und Stephan Kramer.
- 2013: Schule mit vorbildlicher Berufsorientierung